# 1642 en philosophie
Chronologie de la philosophie
- 1638
- 1639
- 1640
- 1641
- 1642
- 1643
- 1644
- 1645
- 1646

L’année 1642 a été marquée, en philosophie, par les événements suivants :

## Publications
- Comenius : Via lucis (La voie de la lumière), 1642 et 1668 - opinions sur l'éducation et le système scolaire .

- Marie de Gournay : deux épigrammes, in Le Jardin des Muses.

- Thomas Hobbes : De Cive (1642-1647), édition critique par H. Warrender, original latin et traduction anglaise, Oxford, Clarendon Press, 1983.

- Johannes Micraelius : Oratio inauguralis de animorum morbis et medicina.

- Jean de Silhon : Le Ministre d'Estat, avec le véritable usage de la politique moderne, 3e édition augmentée de la Relation du conclave de Clément VIII (1642)